# كنيسة معمودية السيد المسيح
كنيسة معمودية السيد المسيح هي كنيسة افتتحت في موقع المغطس في منطقة الأغوار الأردنية، والتي تعد من أكبر الكنائس في الشرق الأوسط والعالم. حيث يُعتبر المغطس من أقدس المواقع المسيحية، حيث يُعتقد أن المسيح نال المعمودية فيه على يد يوحنا المعمدان.

## التصميم
بدأت فكرة بناء الكنيسة في عام 2009 بمبادرة من النائب نديم المعشر تخليداً لذكرى ابنه. تمتد الكنيسة على مساحة 2200 متر مربع وتضم ديرين للرهبان والراهبات وحدائق عامة ومرافق أخرى. استخدم في البناء الحجر الفلسطيني والنوافذ الملونة المصنوعة في لبنان، مستوحاة من كاتدرائية نوتردام دي شارتر في فرنسا.

## حفل الافتتاح
بدأ حفل الافتتاح للكنيسة بعزف فرق الكشافة وتوجه نحو الكنيسة الجديدة. أشاد الكاردينال بيتسابالا راعي الحفل، جهود الملك عبدالله الثاني والأمير غازي بن محمد في تطوير الموقع، وثمّن تبرع السيد نديم المعشر ودعم الحكومة المجرية لإتمام المشروع. وأكد أن الكنيسة تمثل مكاناً للعبادة والسلام، داعياً الجميع للحج إليها. من جانبه، عبر السيد نديم المعشر عن فخره ببناء الكنيسة تخليداً لذكرى ابنه، متمنياً أن تكون ملتقى للحضارات والسلام. اختتم الاحتفال بتسليم مفتاح الكنيسة وفتح أبوابها للمؤمنين.

## الأهمية الدينية والسياحية
تُعد الكنيسة رمزاً للوحدة والتسامح الديني ومعلماً سياحياً يعزز مكانة الأردن كمركز للحج المسيحي. وقد استغرق بناؤها 15 عاماً بتكلفة بلغت 11 مليون دينار أردني. أُدرج موقع المغطس ضمن قائمة التراث العالمي لليونسكو، ليصبح وجهة رئيسية للحجاج المسيحيين.

## الدور الإقليمي
تم تدشين الكنيسة بمشاركة شخصيات دينية دولية، مما يبرز أهميتها على المستوى العالمي. انضمت الكنيسة إلى قائمة الكنائس التاريخية في المنطقة، مثل كنيسة المهد وكنيسة القيامة، وأصبحت مزاراً للحج لعام 2025.